# Markéta Pole
Blahoslavená Lady Markéta Pole, hraběnka ze Salisbury (14. srpna 1473 – 27. května 1541, Tower) byla jedinou přeživší dcerou Jiřího, 1. vévody z Clarence a Lady Isabely Nevillové, dcery „Tvůrce králů“ Richarda Nevilla, 16. hraběte z Warwicku a Anny de Beauchamp, 16. hraběnky z Warwicku, která byla sestřenicí svého zetě vévody z Clarence a jeho bratrů Eduarda IV. a Richarda III.
Byla jednou z pouhých dvou žen v Anglii 16. století, které měly svůj vlastní titul, aniž by titul vyvdaly nebo jejich manželé měli titul. Po válce růží byla na příkaz krále Jindřicha VIII., jakožto jedna z mála přeživších členů rodu Plantagenetů, v roce 1541 popravena. Markéta byla první sestřenicí Jindřichovy matky Alžběty.
V roce 1886 ji papež Lev XIII. blahořečil jako mučednici katolické církve.

## Životopis
Narodila se jako Markéta z Yorku na hradě Farleigh Hungerford v Somersetu a ačkoli v době svého narození byla jedináčkem byla již druhým potomkem vévody z Clarence a jeho ženy Isabely. Její starší sestra Anna zemřela po porodu (některé zdroje uvádějí, že mohlo jít o chlapce). Kromě Anny měla Markéta další dva mladší sourozence – Eduarda, 17. hraběte z Warwicku a Richarda z Yorku.
Po tom, co byl její dědeček z matčiny strany, Richard Neville, 16. hrabě z Warwicku, zabit v boji proti jejímu strýci králi Eduardu IV. v bitvě u Barnetu byl jejímu otci Jiřímu udělen titul „hraběte ze Salisbury a Warwicku“. Markéta měla legitimní nárok na titul „hraběnky z Warwicku“, nicméně ten posléze přešel na jejího mladšího bratra Eduarda.

Znak Markéty Pole

Když jí byly tři roky, její matka Isabela a mladší bratr Richard zemřeli. Její otec byl přesvědčený, že je oba otrávili jeho dva sluhové a sluhy zabil. Později byl její otec vévoda z Clarence obviněn ze zrady proti svému bratru Eduardovi IV. a popraven a veškeré jeho majetky a tituly propadly králi. Když jí bylo deset let, zemřel její strýc Eduard IV. a novým králem se prohlásil další její strýc Richard, vévoda z Gloucesteru. Richard prohlásil manželství Edwarda IV. a Alžběty Woodvillové za neplatné a jejich děti za nelegitimní. Markétu a jejího bratra Eduarda vyloučil z následnictví na anglickém trůnu kvůli údajné zradě jejich otce. Vévoda z Gloucesteru nastoupil na anglický trůn jako Richard III. a Markétina teta Anna (sestra její matky) se stala po jeho boku novou anglickou královnou.
Nový král držel svoji neteř Markétu a dva své synovce, Eduarda, 17. hraběte z Warwicku a Jana de la Pole, 1. hraběte z Lincolnu, na hradě Sheriff Huttonu na panství v severním Yorkshiru. Když její strýc Richard III. padl v bitvě u Bosworthu v roce 1485, novým králem Anglie se stal Tudorovec Jindřich VII. Nový král se oženil s Markétinou sestřenicí a dcerou zesnulého krále Eduarda IV. – Alžbětou z Yorku. Markétin bratr Eduard byl i nadále držen v Toweru, jen krátce byl představen veřejnosti v katedrále svatého Pavla v roce 1487 kvůli představení podvodníka Lamberta Simnela jako „hraběte z Warwicku“ irským lordům. Krátce na to ji Jindřich VII. provdal za svého waleského bratrance Sira Richarda Pola, syna nevlastní sestry Jindřichovy matky Markéty Beaufortové.
Lady Margaret a Sir Richard Polovi měli celkem pět dětí:
- Jindřich Pole, 1. Baron Montagu (c. 1492 – 1539), oženil se s Janou Nevillovou, dcerou Jiřího Nevilla, 4. Barona Bergavennyho a Markéty Fenneové; Jindřich byl jednou z postav ve známém soudu vedeném s Annou Boleynovou, byl popraven na příkaz Jindřicha VIII., jeho prapravnuk Sir Jan Bourchier byl vrahem[zdroj⁠?!] krále Karla I. – pra-pra-prasynovce Jindřicha VIII.
- Sir Reginald Pole (c. 1500 – 1558), kardinál, papežský legát v několika regionech, včetně Anglie, poslední římskokatolický arcibiskup z Canterbury.
- Sir Geoffrey Pole (c. 1501 – 1558), pán panství v Lordingtonu v Sussexu, podezřelý ze zrady proti králi Jindřichu VIII. a obviněn ze spiknutí s císařem Svaté říše římské Karlem V.; žil v exilu v Evropě; oženil se s Konstance Pakenhamovou, pravnučkou a dědičkou Sira Jana Pakenhama, který byl předkem Sira Edwarda Pakenhama, švagra 1. vévody z Wellingtonu.
- Sir Artur Pole (c. 1502 – 1535), pán panství v Broadhurstu v Sussexu; oženil se s Janou Lewknorovou, dcerou Rogera Lewknora a Eleanor Tuchetové, dcery 6. Barona Audleye a Anny Echinghamové.
- Lady Uršula Pole (c. 1504 – 1570), provdána za Jindřicha Stafforda, 1. Barona Stafforda.

Svatbou si král především pojistil obtížnost ve využití Markéty jako loutky jakéhokoli spiknutí, které by jej mohlo připravit o anglický trůn. V roce 1499 byl popraven za účast na spiknutí její mladší bratr Eduard, 17. hrabě z Warwicku, tím definitivně vymřel rod Plantagenetů po meči. Její manžel Sir Richard Pole zastával řadu funkcí ve vládě Jindřicha VII., přičemž byl i nejvyšším komorníkem Artura, prince z Walesu, nejstaršího Jindřichova syna a následníka trůnu. Když Artur se oženil s Kateřinou Aragonskou, Markéta se stala jednou z jejích dvorních dam. Členkou její družiny byla až do Arturovy předčasné smrti v roce 1502.
Po tom, co její manžel Richard v roce 1504 zemřel, měla Markéta s jejími pěti dětmi jen omezené množství půdy, kterou zdědila po svém manželovi, bez platu a bez vyhlídek. Král Jindřich VII. zaplatil pohřeb Sira Richarda Pola. Aby situaci ulehčila, dala Lady Pole svého druhorozeného syna Sira Reginalda Pola na kněžskou dráhu, kde později prožil docela rušnou kariéru papežského legáta a arcibiskupa z Canterbury. Nicméně, v pozdějším životě ji její syn za to, že jej opustila, nesnášel.

## Hraběnka ze Salisbury

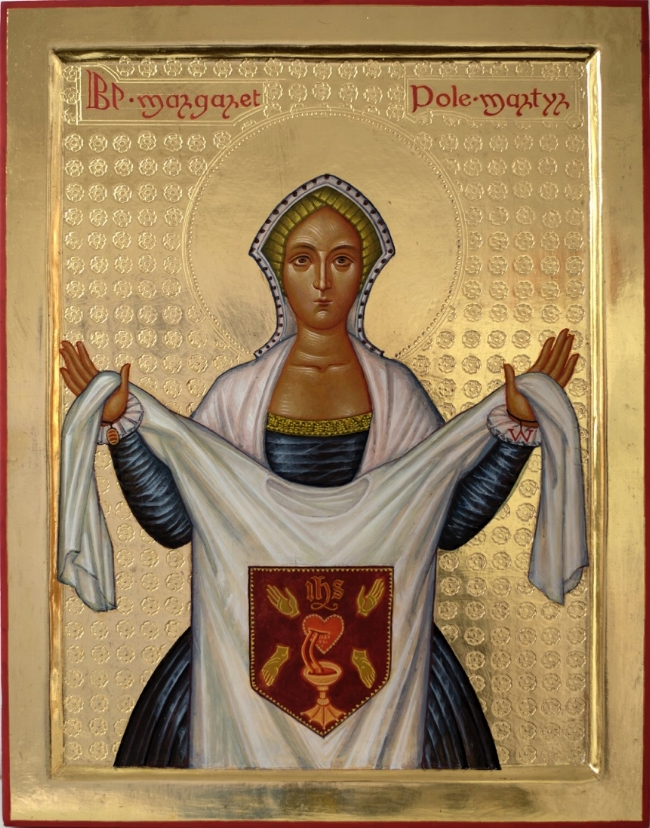
Ikona bl. Markéty Pole

Když Jindřich VIII. nastoupil v roce 1509 na trůn a oženil se s bratrovou vdovou Kateřinou Aragonskou, Lady Polová byla znovu jmenována jednou z Kateřininých dvorních dam. V roce 1512 jí parlament navrátil některé ze zemí jejího bratra v hrabství v Salisbury (pouze), za které zaplatila kolem 2 666 liber. V době kdy měl země v držení její bratr Eduard byly kontrolovány samotným králem Jindřichem VII., nejprve během nezletilosti jejího bratra, pak po dobu jeho uvěznění a po následném soudu mu byly králem zabaveny. Stejný zákon navrátil Markétě hrabství v Salisbury. Ostatní země z bývalého majetku jejího bratra a předků zůstaly i nadále majetkem koruny.
Svůj majetek dokázala Markéta spravovat velmi dobře; od 1538 byla pátou nejbohatší šlechtičnou v Anglii. Stejně jako mnoho renesančních šlechticů, byla i ona patronkou nového učení: Gentian Hervet pro ni přeložil Erasmův De Immensa Misericordia Dei (Velká milosti Boží) do angličtiny. Jejímu nejstaršímu synovi, Jindřichu Polovi, byl udělen titul Barona Montagu, jednoho z někdejších titulů rodu Neville. Jindřich Pole rovněž hájil zájmy své rodiny ve Sněmovně lordů. Její čtvrtý syn, Artur Pole, vedl obecně úspěšnou kariéru coby dvořan a byl jedním ze šesti členů Tajné komory. Ten utrpěl porážku, když byl jeho patron Eduard Stafford, 3. vévoda z Buckinghamu, v roce 1521 odsouzen za zradu. Brzy byl ovšem zproštěn obvinění. Oženil se dědičkou Sira Rogera Lewknora. Markéta a její syn Jindřich Pole přinutili Arturovu vdovu ke slibu věčné čistoty, aby zachovala dědictví pro své děti. Její dcera Lady Uršula Pole se provdala za Jindřicha Stafforda, syna 3. vévody z Buckinghamu. Po popravě vévody z Buckinghamu dostal pár pouze fragmenty z vévodových majetků.
Její druhorozený syn Reginald Pole studoval v Padově. Byl děkanem v Exeteru a Dorsetu, a kanovníkem v Yorku. Stejně jako několik jeho dalších současníků nebyl ani on vysvěcen na kněze. Reprezentoval Jindřicha VIII. v Paříži v roce 1529, na Sorbonně přesvědčil teology, aby podpořili Jindřichův rozvod s Kateřinou Aragonskou. Markétin nejmladší syn Geoffrey Pole se stejně jako jeho sourozenci také oženil velmi dobře, jeho manželkou byla Kateřina, dcera Sira Edmunda Pakenhama, která zdědila panství v Lordingtonu.
Pozice hraběnky ze Salisbury u dvora byla proměnlivá. V roce 1518 vedla spor o pozemky ve vévodství Somerset se samotným králem Jindřichem VIII. V roce 1520 byla jmenována vychovatelkou princezny Marie, rok nato byla odvolána, ale v roce 1525 jí byla opět jmenována. Když byla princezna Marie v roce 1533 prohlášena za nelegitimní, hraběnka odmítla vrátit Mariinu zlatou desku a klenoty zpět králi. Poté, co byla Mariina domácnost rozpuštěna na konci roku, Markéta požádala zda by mohla sloužit Marii na vlastní náklady, ale nebylo jí to dovoleno. Když císařský velvyslanec Eustace Chapuys navrhl o dva roky později, aby byla Marie předána do péče hraběnky, král Jindřich VIII. jeho návrh odmítl a nazval hraběnku „bláznivou a bez jakýkoli zkušeností“. Když byla královna Anna v roce 1536 zatčena a nakonec popravena, hraběnce bylo povoleno vrátit se na krátko ke dvoru.

## Vývod z předků
|              |                      |  |              |                                  |  |  |  |  |  |  |  | Edmund z Langley |
|              |                      |  |              |                                  |  |  |  |  |  |  |  |                  |
|              | Richard z Konisburgu |  |              |                                  |  |  |  |  |  |  |  |                  |
|              |                      |  |              |                                  |  |  |  |  |  |  |  |                  |
|              |                      |  |              | Isabela Kastilská                |  |  |  |  |  |  |  |                  |
|              |                      |  |              |                                  |  |  |  |  |  |  |  |                  |
|              | Richard Plantagenet  |  |              |                                  |  |  |  |  |  |  |  |                  |
|              |                      |  |              |                                  |  |  |  |  |  |  |  |                  |
|              |                      |  |              | Roger Mortimer, 4. hrabě z March |  |  |  |  |  |  |  |                  |
|              |                      |  |              |                                  |  |  |  |  |  |  |  |                  |
|              | Anna Mortimerová     |  |              |                                  |  |  |  |  |  |  |  |                  |
|              |                      |  |              |                                  |  |  |  |  |  |  |  |                  |
|              |                      |  |              | Alianore Hollandová              |  |  |  |  |  |  |  |                  |
|              |                      |  |              |                                  |  |  |  |  |  |  |  |                  |
|              | Jiří Plantagenet     |  |              |                                  |  |  |  |  |  |  |  |                  |
|              |                      |  |              |                                  |  |  |  |  |  |  |  |                  |
|              |                      |  |              | Jan Nevill                       |  |  |  |  |  |  |  |                  |
|              |                      |  |              |                                  |  |  |  |  |  |  |  |                  |
|              | Ralf Nevill          |  |              |                                  |  |  |  |  |  |  |  |                  |
|              |                      |  |              |                                  |  |  |  |  |  |  |  |                  |
|              |                      |  |              | Maud Percyová                    |  |  |  |  |  |  |  |                  |
|              |                      |  |              |                                  |  |  |  |  |  |  |  |                  |
|              | Cecílie Nevillová    |  |              |                                  |  |  |  |  |  |  |  |                  |
|              |                      |  |              |                                  |  |  |  |  |  |  |  |                  |
|              |                      |  |              | Jan z Gentu                      |  |  |  |  |  |  |  |                  |
|              |                      |  |              |                                  |  |  |  |  |  |  |  |                  |
|              | Jana Beaufortová     |  |              |                                  |  |  |  |  |  |  |  |                  |
|              |                      |  |              |                                  |  |  |  |  |  |  |  |                  |
|              |                      |  |              | Kateřina Swynfordová             |  |  |  |  |  |  |  |                  |
|              |                      |  |              |                                  |  |  |  |  |  |  |  |                  |
| Markéta Pole |                      |  |              |                                  |  |  |  |  |  |  |  |                  |
|              |                      |  |              |                                  |  |  |  |  |  |  |  |                  |
|              |                      |  | Ralf Neville |                                  |  |  |  |  |  |  |  |                  |
|              |                      |  |              |                                  |  |  |  |  |  |  |  |                  |
|              | Richard Neville      |  |              |                                  |  |  |  |  |  |  |  |                  |
|              |                      |  |              |                                  |  |  |  |  |  |  |  |                  |
|              |                      |  |              | Jana Beaufortová                 |  |  |  |  |  |  |  |                  |
|              |                      |  |              |                                  |  |  |  |  |  |  |  |                  |
|              | Richard Neville      |  |              |                                  |  |  |  |  |  |  |  |                  |
|              |                      |  |              |                                  |  |  |  |  |  |  |  |                  |
|              |                      |  |              | Tomáš Montagu                    |  |  |  |  |  |  |  |                  |
|              |                      |  |              |                                  |  |  |  |  |  |  |  |                  |
|              | Alice Montacutová    |  |              |                                  |  |  |  |  |  |  |  |                  |
|              |                      |  |              |                                  |  |  |  |  |  |  |  |                  |
|              |                      |  |              | Eleonora Hollandová              |  |  |  |  |  |  |  |                  |
|              |                      |  |              |                                  |  |  |  |  |  |  |  |                  |
|              | Isabela Nevillová    |  |              |                                  |  |  |  |  |  |  |  |                  |
|              |                      |  |              |                                  |  |  |  |  |  |  |  |                  |
|              |                      |  |              | Tomáš Beauchamp                  |  |  |  |  |  |  |  |                  |
|              |                      |  |              |                                  |  |  |  |  |  |  |  |                  |
|              | Richard Beauchamp    |  |              |                                  |  |  |  |  |  |  |  |                  |
|              |                      |  |              |                                  |  |  |  |  |  |  |  |                  |
|              |                      |  |              | Margaret Ferrersová              |  |  |  |  |  |  |  |                  |
|              |                      |  |              |                                  |  |  |  |  |  |  |  |                  |
|              | Anna Beauchampová    |  |              |                                  |  |  |  |  |  |  |  |                  |
|              |                      |  |              |                                  |  |  |  |  |  |  |  |                  |
|              |                      |  |              | Tomáš Despenser                  |  |  |  |  |  |  |  |                  |
|              |                      |  |              |                                  |  |  |  |  |  |  |  |                  |
|              | Isabela Despenserová |  |              |                                  |  |  |  |  |  |  |  |                  |
|              |                      |  |              |                                  |  |  |  |  |  |  |  |                  |
|              |                      |  |              | Konstancie z Yorku               |  |  |  |  |  |  |  |                  |
|              |                      |  |              |                                  |  |  |  |  |  |  |  |                  |